# エアフォースワン・ダウン
『エアフォースワン・ダウン』（Air Force One Down）は、ジェームズ・バンフォード監督、スティーヴン・ポール脚本・製作の2024年公開のアメリカ合衆国のアクションスリラー映画。

## あらすじ
新人シークレットサービスのエージェント、アリソン・マイルズは、エアフォースワンでの初任務でテロリストによるハイジャックに遭遇する。

## キャスト
| 役名                     | 俳優                         | 日本語吹替 |
| ------------------------ | ---------------------------- | ---------- |
| アリソン・マイルズ       | キャサリン・マクナマラ       | 大井麻利衣 |
| ダラス・エドワーズ       | イアン・ボーエン             | 花輪英司   |
| サム・ウェイトマン       | アンソニー・マイケル・ホール | 竹田雅則   |
| アゼム・ロディノフ将軍   | ラデ・シェルベッジア         | 廣田行生   |
| アマル・ホズマン大佐     | フリスト・ミツコフ           | 野坂尚也   |
| ニコライ・イェリセイ大尉 |                              | 江頭宏哉   |
| ハンソン副大統領         | ダーシャ・ポランコ           |            |
| ミラー首席補佐官         | ポール・S・トレーシー        |            |

- 日本語吹替その他出演：岡本幸輔、松川裕輝、丸中康司、石川藍、佐々木祐介、星祐樹、東内マリ子、露木徳幸
- 日本語版制作スタッフ 演出：髙田浩光、翻訳：島健太郎、制作：ACクリエイト

## 評価
映画批評集積サイトRotten Tomatoesでは、9人の批評家のレビューのうち11%が肯定的で、平均評価は3.8/10となっている。